# Lòng mức Lecomte
Lòng mức Lecomte (danh pháp khoa học: Wrightia lecomtei Pitard) là một loài thực vật thuộc họ Apocynaceae. Loài này có ở Campuchia và Thái Lan.